# American Institute of Electrical Engineers

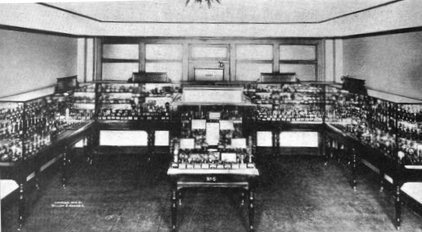
pièce de l'AIEE

L'American Institute of Electrical Engineers (AIEE) (en français : l'« Institut américain des ingénieurs électriciens ») était une organisation américaine créée par des ingénieurs électriciens, de 1884 à 1963. Les ingénieurs qui ont fondé cet institut incluaient également des inventeurs majeurs dans le domaine de l'électricité, comme Thomas Edison, Edwin J. Houston ou Edward Weston.
Le but de cet institut était de promouvoir les arts et sciences liés à la production ou l'utilisation de l'électricité.
Le premier président de l'organisation fut Norvin Green, il fut suivi par Alexandre Graham Bell, Charles Proteus Steinmetz, Schuyler S. Wheeler, Dugald C. Jackson, Michael I. Pupin et Titus G. LeClair.
En 1963, elle s'associe avec l'Institute of Radio Engineers (IRE) pour créer Institute of Electrical and Electronics Engineers (IEEE), qui deviendra rapidement la plus grande organisation mondiale dédiée à la technologie.